# علم أمراض العظام

هشاشة العظام (انخفاض في كثافة العظام)

علم أمراض العظام هو تخصص فرعي في علم الأمراض الجراحي يتعامل مع تشخيص وخصائص العديد من أمراض العظام، خاصة دراسة أسباب وآثار اضطرابات الجهاز العضلي الهيكلي. يستخدم النتائج الإجمالية والمجهرية جنبًا إلى جنب مع نتائج الدراسات الإشعاعية في الجسم الحي، وأحيانًا عينات الأشعة لتشخيص أمراض العظام.

## أسباب

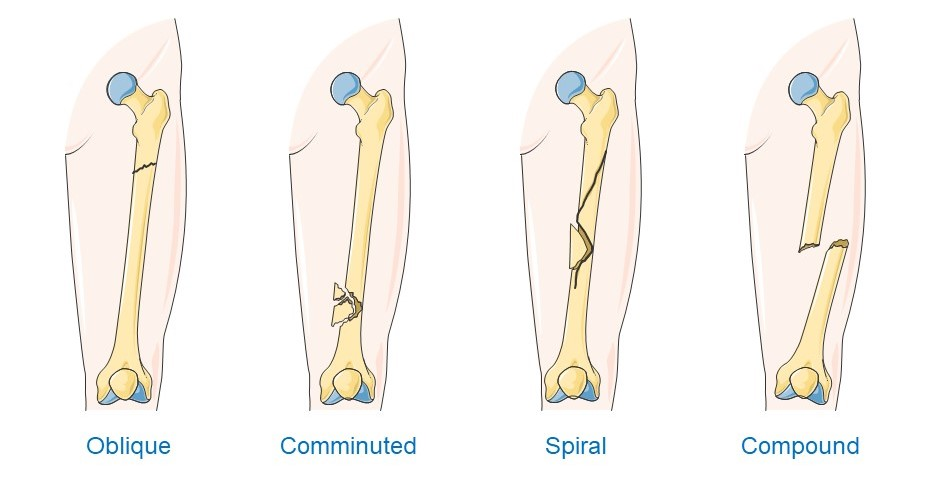
كسر في عظمة الفخذ

قد تكون اضطرابات العظام خلقية وقد تكون هناك عوامل وراثية وبيئية يمكن أن تؤثر على الأداء الطبيعي للعظام أو المفاصل أو العضلات. تشمل الأسباب الأخرى لأمراض العظام الإصابات وضعف العظام (هشاشة العظام). العديد من المرضى الذين تم تشخيص إصابتهم بأمراض العظام ليس لديهم عوامل خطر. ومع ذلك هناك مخاطر تشمل الاضطرابات المزمنة والمرض والتعرض للإشعاع وعوامل الوراثة. لم يتم تحديد السبب المباشر لتكوين أورام العظام بعد، ولكن هناك أسباب محتملة مثل إصابات العظام والعلاج من الإشعاع والوراثة.
الأفراد أكثر عرضة لكسور العظام مع تقدمهم في السن مع احتمال حدوث المزيد من العواقب الوخيمة. هذا بسبب الفقدان المستمر للمعادن في العظام مثل الكالسيوم وكذلك التغيرات الهرمونية. يؤدي انقطاع الطمث إلى فقدان المعادن في العظام لدى النساء، ويمكن أن يؤدي التراجع البطيء في إنتاج الهرمونات الجنسية إلى تطور أمراض العظام لدى الرجال ، وخاصة هشاشة العظام. قد يكون كبار السن أكثر عرضة للإصابة بسبب الأدوية التي يتناولونها، بالإضافة إلى أنهم يعانون من تدهور الرؤية وانخفاض القدرة على استخدام العضلات والعظام للتحكم في التوازن.

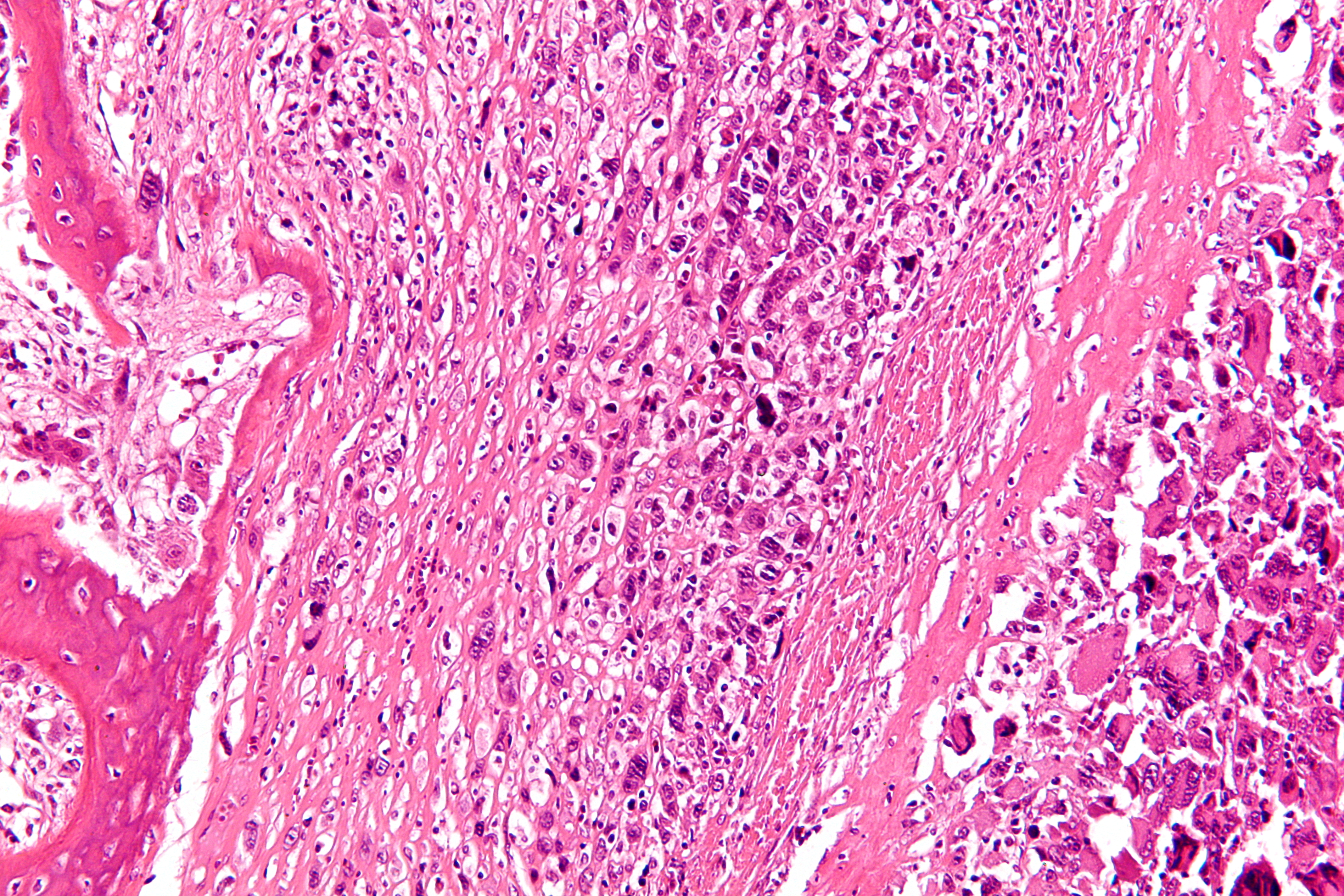
صورة مجهرية لساركوما عظمية

### آثار
تختلف آثار اضطرابات العظام باختلاف المرض. يمكن أن تحدث الآثار جسديًا وعقليًا وماليًا وكذلك تؤثر على جودة حياة الأفراد. يمكن أن تؤثر اضطرابات العظام بشكل كبير على القدرة الوظيفية للفرد. قد يعاني الأفراد الذين عانوا من أمراض العظام من مضاعفات مثل الألم الشديد والكسور وفقدان الطول والقدرة على الحركة. يمكن أن يكونوا أيضًا أكثر عرضة للإصابة بمشاكل أخرى ، على سبيل المثال ، التهاب المسالك البولية أو الالتهاب الرئوي. يمكن أن تؤدي العديد من اضطرابات العظام هذه إلى تدهور الصحة العقلية والبدنية. بالإضافة إلى التأثير الجسدي ، يمكن أن تؤدي اضطرابات العظام أيضًا إلى تداعيات نفسية وتنعكس سلبًا على عقلية الفرد وصورة جسده وكذلك احترام الذات ، مما قد يؤدي إلى شعور الفرد بالعجز وينتج عنه مخاوف من السقوط.

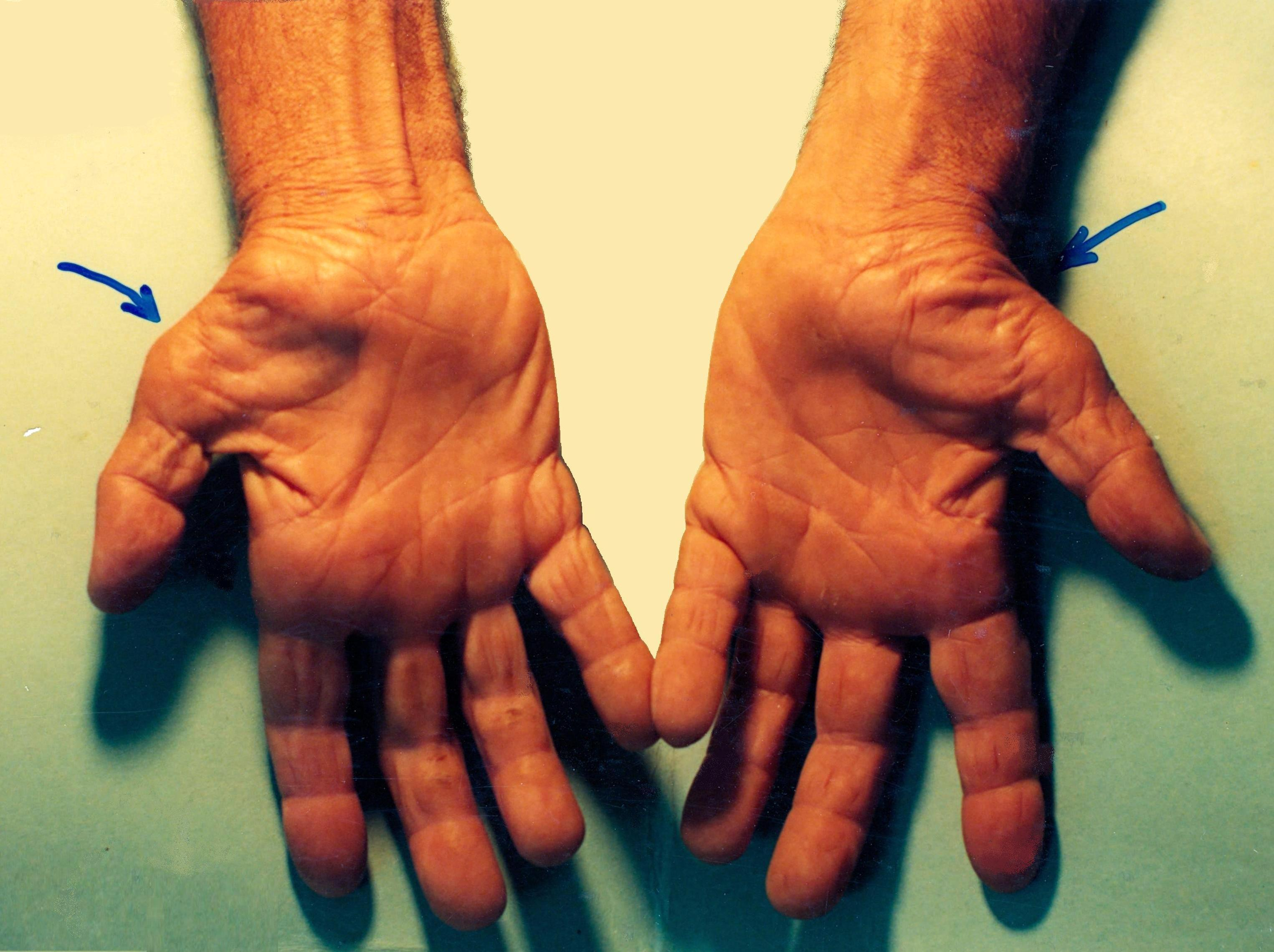
متلازمة النفق الرسغي لم يتم علاجها، وتبين ضمور العضلات في قاعدة الإبهام.

إن رعاية المصابين بأمراض العظام أمر مكلف للغاية. يمكن أن تشمل هذه التكاليف كلاً من النفقات الطبية المباشرة وغير المباشرة، بالإضافة إلى احتمال فقدان الوظيفة أو فقدان الإنتاجية للمريض. تختلف فرص الوفاة بشكل كبير بين مرضى أمراض العظام بسبب اختلاف درجة الخطورة، إلا أن العديد من أمراض العظام تزيد من قابلية الفرد للإصابة بمضاعفات أخرى. تعتمد هذه الاضطرابات على عوامل متعددة مثل العوامل الوراثية والبيئية، وبالتالي تتراوح الفرص بين العديد من الأفراد. يصيب مرض هشاشة العظام باعتباره اضطرابًا شائعًا في العظام قطاعًا كبيرًا من السكان، مما يؤدي إلى تدني نوعية الحياة واعتلال الصحة ومجموعة متنوعة من الأمراض والإعاقات والوفاة كنتيجة محتملة.

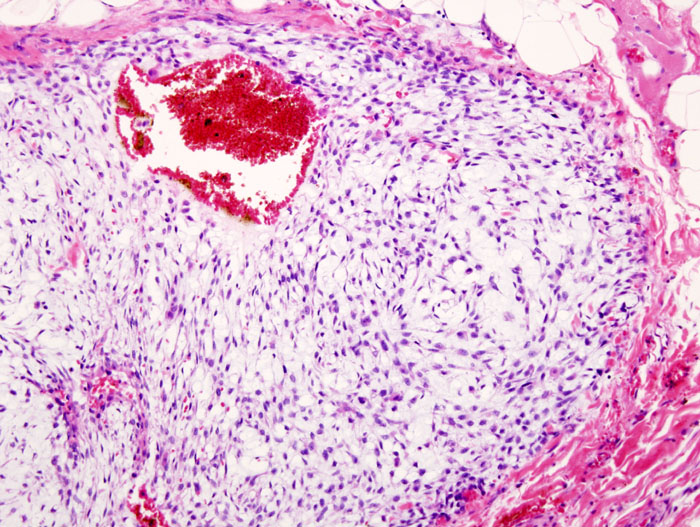
صورة مجهرية لساركومة غضروفية

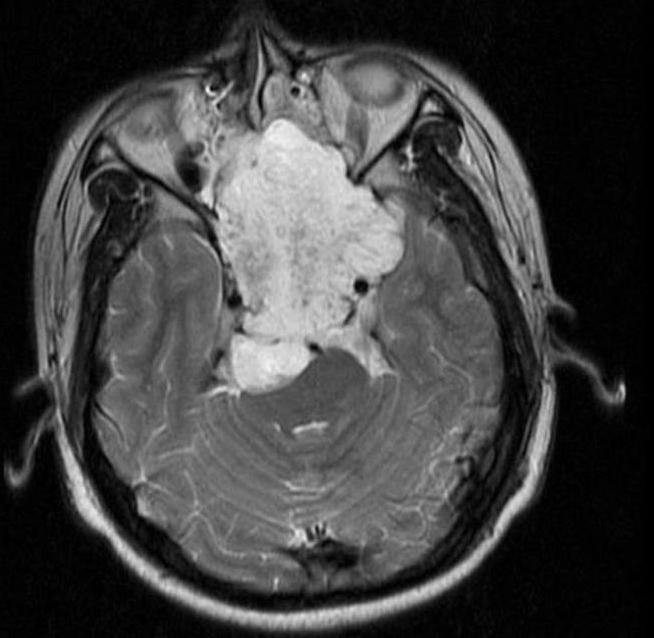
صورة بالرنين المغناطيسي لمريض ذكر يبلغ من العمر 17 سنة يشكو من ورم حبلي محدري. الورم يظهر واضحا في المنطقة البلعومية الأنفية ويمنتد من تجويف الأنف إلى جذع الدماغ.

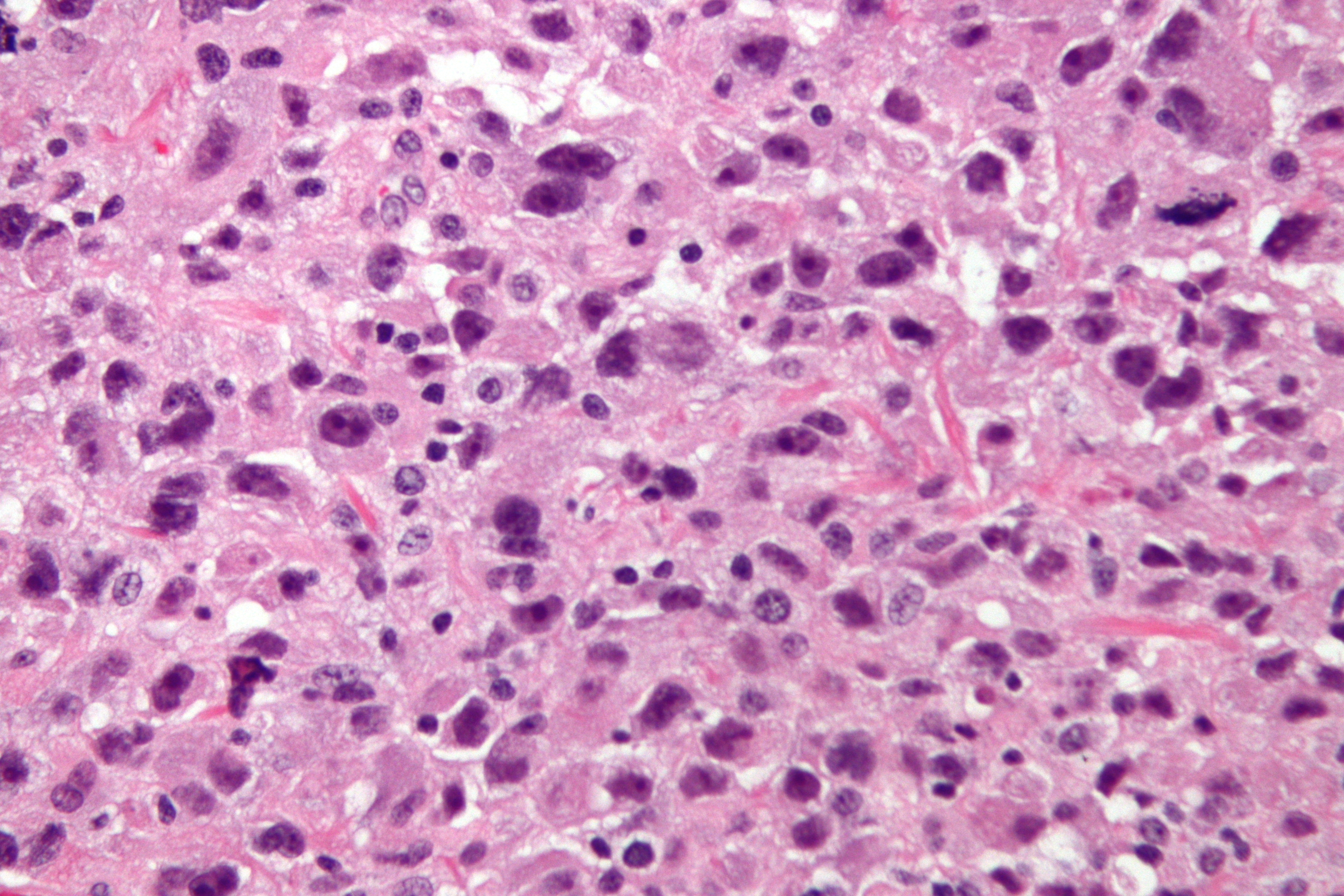
صورة مجهرية للساركوما متعددة الأشكال غير المتمايزة (صبغة H&E)

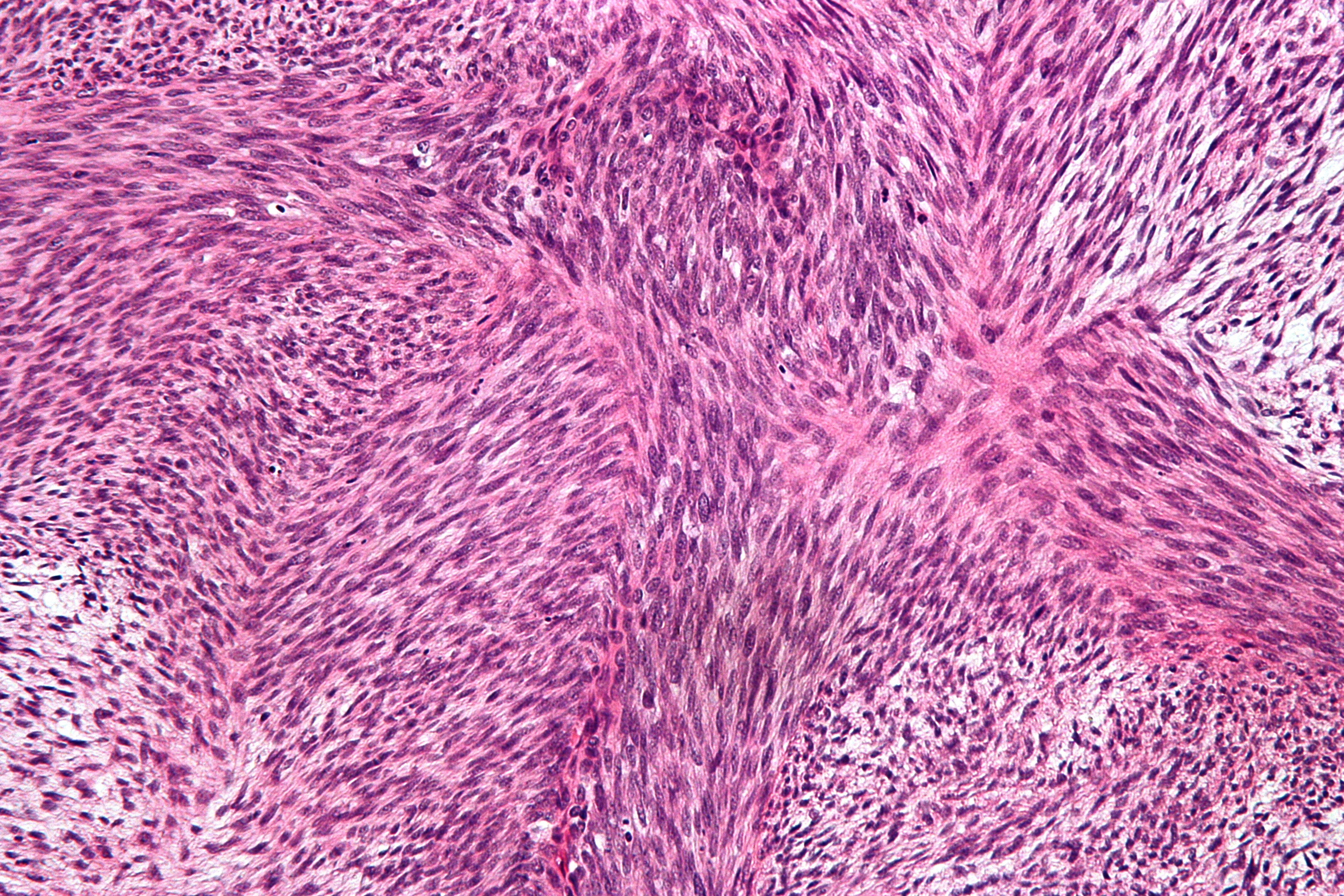
صورة مجهرية لورم له نمط متعرج كما يظهر مع الساركومة الليفية (صبغة الهيماتوكسيلين واليوزين).

فقدان معادن العظام يعني انخفاض كتلة العظام، وبالتالي تكون العظام أضعف في بعض المناطق. من المعروف أن التمرينات يمكن أن تسمح بعظام أقوى من أجل إبطاء فقدان العظام لدى الأفراد حيث يمكن بناء كتلة عضلية لدعم وتقليل مخاطر الإصابة بأمراض العظام. تدريبات الوزن والتوازن والتمارين الهوائية والمشي هي أمثلة على التمارين التي يمكن أن تحافظ على كتلة عظام الفرد. بالإضافة إلى ذلك، يُنظر إلى الحركات الدورانية التي يمكن من خلالها سحب العظم بالعضلة بأنها مفيدة. التغذية والتدخين مهمان للغاية أيضًا في تطور أمراض العظام والوقاية منها.

### أعراض
يمكن أن تشمل الأعراض التي قد يعاني منها المرضى عند تكوّن اضطرابات العظام:
- تشوهات العظام
- آلام الورك
- النمو المفرط للعظام في جمجمة الفرد مما قد يؤدي إلى الصداع وفقدان السمع
- الألم والتنميل في الذراع أو الساقين
- ضعف في الجسم وخاصة في مفاصل الورك والركبة

### علاجات
يحتاج الأفراد الذين تم تشخيص إصابتهم بأمراض العظام إلى الانتباه إلى الأسباب الثانوية لأن الأدوية ووجود اضطرابات أخرى يمكن أن يكون له أيضًا آثار كبيرة. تسمى الأدوية التي يمكن أن تمنع فقدان العظام مضادات الأكسدة التي يمكن أن تبطئ من تدهور نظام الهيكل العظمي وتقليل مخاطر كسور العظام اللاحقة ويمكن أن تساعد في إصلاح قوة عظام الفرد. بالإضافة إلى مضادات الامتصاص، يمكن للعلاج الابتنائي (المُنشِّطات البِنائِيَّة) أيضًا تعزيز بناء العظام ومنع المخاطر المحتملة. هناك أيضًا أدوية يمكن أن تؤدي إلى تدهور كتلة العظام.

### أدوية تؤدي إلى تدهور كتلة العظام
يتم إنتاج الهرمونات القشرية السكرية بشكل طبيعي من قبل الجسم نفسه في شكل الكورتيزول، ومع ذلك فمن المعروف أن المستويات العالية من هذا الهرمون بشكل طبيعي وصناعي يمكن أن تؤدي إلى انخفاض قدرة الجسم على تكوين خلايا العظام ، وبدلاً من ذلك تضخيم تكسير معادن العظام وهذا يؤثر على فقدان العظام في جسم الفرد. تشمل الأدوية الأخرى التي يمكن أن تؤثر على إنتاج خلايا العظام وتعزز فقدان العظام وكسورها ، أدوية سرطان الثدي وسرطان البروستاتا، والأدوية المضادة للتشنج، وأدوية ضغط الدم، وأدوية الحرقة، ومدرات البول. هناك أيضًا حالات طبية مثل الاضطرابات العصبية وسوء الامتصاص ونقص الهرمونات الجنسية ومرض السكري وأمراض الكلى وفرط نشاط الغدة الدرقية التي يمكن أن تؤثر على اضطرابات العظام.

## أنواع
من خلال تصنيف وفهم الأنواع المختلفة لأمراض العظام ، يستطيع اختصاصيو أمراض العظام تحديد الأسباب والتأثيرات.

### سرطان العظام(الأورام)
النوعان الأكثر شيوعًا من سرطان العظام هما ساركوما يوينغ وساركوما العظام. هم أورام الأطفال شديدة العدوانية. تتشكل ساركوما إوينغ في العظام أو الأنسجة الرخوة، بينما تتسبب الساركوما العظمية في ضعف العظام في نهاية العظام الأطول.
هناك العديد من سرطانات العظام الأخرى الأكثر ندرة:
- الساركوما الغضروفية: يتم التعرف عليها بشكل رئيسي من خلال إنتاج الغضاريف من الخلايا. اعتمادًا على نوع الساركوما الغضروفية، فإنه يتراوح من نمو بطيء يمكن إزالته،
إلى نمو سريع وانتشار لا يمكن السيطرة عليه إلى أجزاء أخرى من الجسم، والمعروفة باسم ورم خبيث.
- الورم الحبلي: هو نوع آخر من السرطان ينمو ببطء في العظام القريبة والعديد من الأنسجة الرخوة في العمود الفقري، بدءًا من قاعدة الجمجمة إلى عظم الذنب. الورم الحبلي لديه معدل ورم خبيث يقارب 40٪ وينتشر بشكل رئيسي إلى الرئتين.
(حالات نادرة) ساركوما الأنسجة الرخوة تسبب:

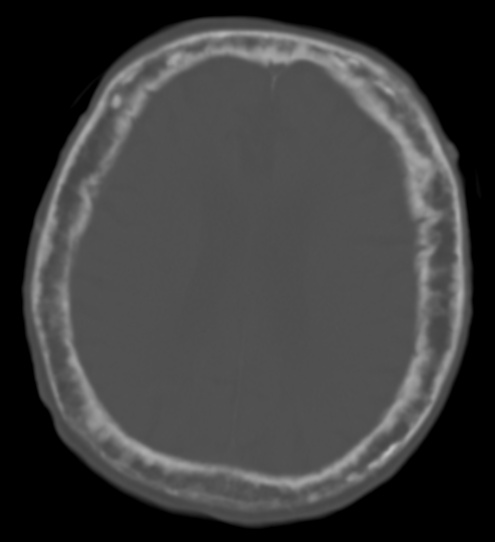
تم تقديم هذا المريض البالغ من العمر 92 عامًا لتقييم شلل نصفي حاد. تم وضع علامة عرضية على سماكة كالفاريوم. يتم توسيع المساحة المزدوجة وهناك مناطق صلبة وفضفاضة غير واضحة المعالم في جميع الأنحاء. القشرة سميكة وغير منتظمة. ربما تتوافق النتائج مع "بقع الصوف القطني" التي شوهدت على الأفلام العادية في المراحل اللاحقة من مرض باجيت.

الساركوما متعددة الأشكال غير المتمايزة هي شكل من أشكال سرطان الأنسجة الرخوة، والتي تستهدف بشكل رئيسي الذراعين والساقين. وهي غير متمايزة كما لو كانت تحت المجهر، تظهر خلايا الورم مختلفة عن خلايا الجسم التي تتطور فيها، وتتميز بأنها متعددة الأشكال لأنها تتخذ أشكالًا وأحجامًا مختلفة.
الساركوما الليفية تحدث في الخلايا الليفية التي تربط العضلات بالعظام، وغالبًا ما تكون في الذراعين والساقين والحوض.

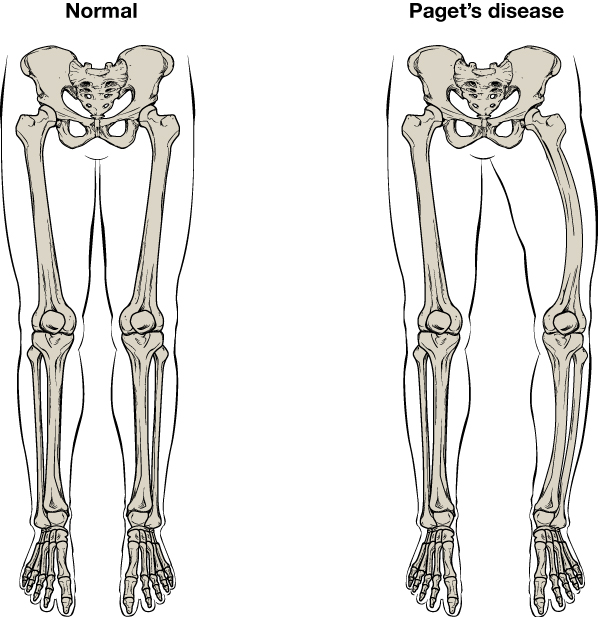
مقارنة جسم الإنسان بشكل طبيعي (يسار) مع جسم مصاب بمرض باجيت الذي يصيب العظام في منطقة الحوض (يمين). ونتيجة لذلك ، تصبح العظام هشة ومشوهة مع مرور الوقت.

ساركوما مرض باجيت تحدث في العظام لدى الأشخاص المصابين بالفعل بمرض باجيت، والذين تزيد أعمارهم عن 70 عامًا بشكل أساسي. وهو عدواني للغاية ويصعب السيطرة عليه.

### الاضطرابات غير الورمية
تشمل أمراض العظام الاضطرابات غير الورمية وهي أمراض لا تنتج عن نمو غير طبيعي مثل السرطان. تتكون هذه الأمراض من الأمراض الوراثية وهشاشة العظام والتهابات العظام ومرض باجيت الذي يصيب العظام.

### الاضطرابات العصبية الحركية

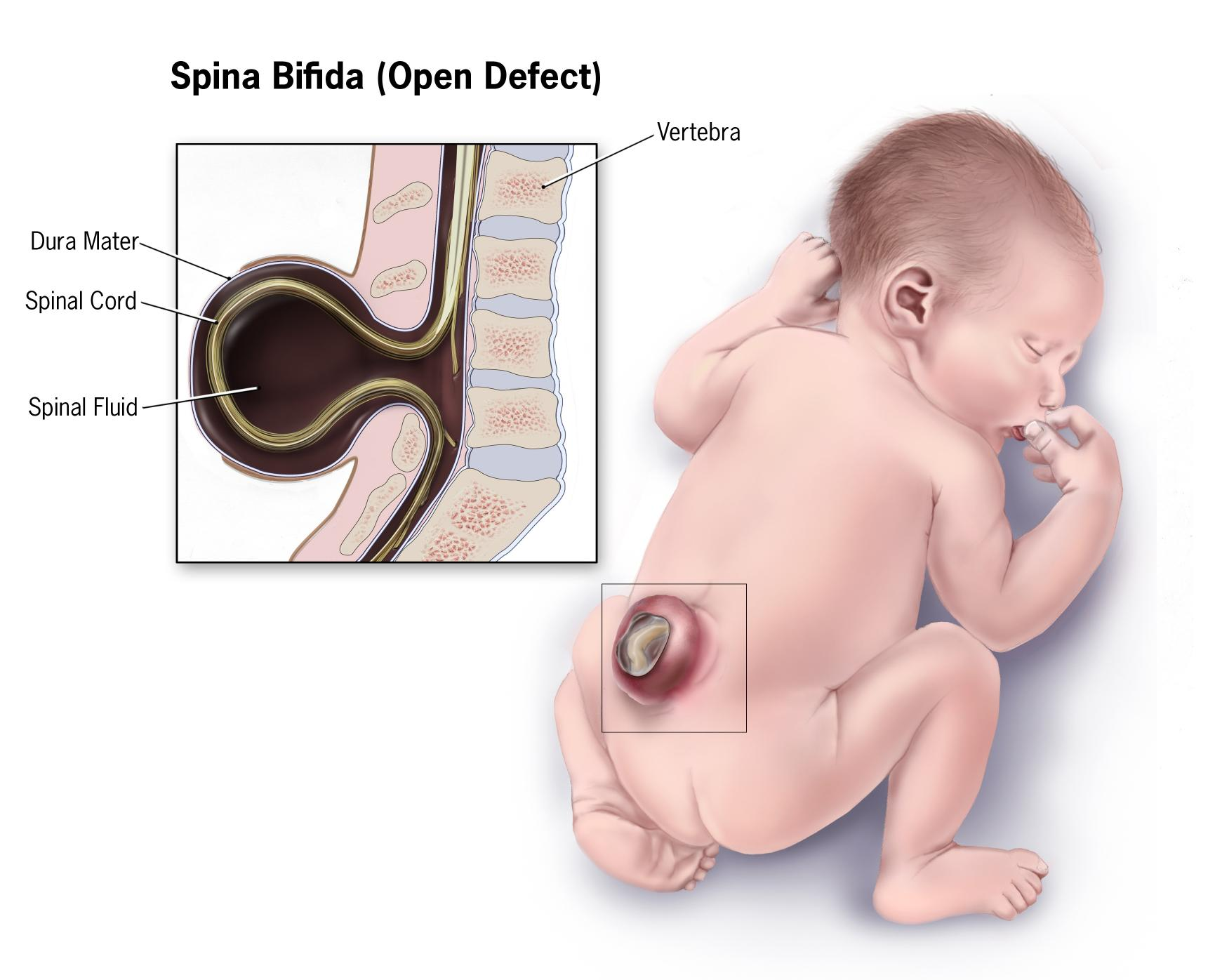
رسم توضيحي للسنسنة المشقوقة عند طفل

تشير الإعاقات العصبية الحركية إلى الظروف التي تنشأ عند الولادة أو قبلها في الشخص المصاب، فيما يتعلق بالتلف أو السلوكيات غير الطبيعية للدماغ والحبل الشوكي، بشكل عام الجهاز العصبي. يتم إعاقة انتقال إشارات محددة عبر الخلايا العصبية بواسطة الدماغ إلى جميع أجزاء الجسم بسبب الاضطرابات العصبية الحركية، مما يتسبب عمومًا في مجموعة من المشكلات المتعلقة بحركة جميع أجزاء الجسم. الآثار الشائعة هي فقدان وظائف الأطراف، والتحكم في البول، ومحاذاة العمود الفقري. مثالان على الاضطرابات العصبية الحركية هما الشلل الدماغي والسنسنة المشقوقة.

### الأمراض التنكسية
تعمل على تدمير الخلايا العصبية الحركية المسؤولة عن حركة جميع مجموعات العضلات داخل الجسم. من الأمثلة الشائعة للأمراض التنكسية مرض باركنسون وضمور العضلات.

### الاضطرابات العضلية الهيكلية
هي الاضطرابات التي تغير بشكل مباشر من حركة وقدرات الجهاز العضلي الهيكلي أو حركة الجسم. وهذا يشمل أجزاء مثل العضلات والأعصاب والأربطة والأوتار، وما إلى ذلك. وتشمل هذه الاضطرابات أو الأمراض متلازمة النفق الرسغي، والتهاب الأوتار، والتواء الأوتار والعضلات والأربطة، وفتق القرص الفقري، وغير ذلك.

### تقنيات تشخيص المرض
تساعد نتائج تقنيات التعرف على أمراض العظام في تشخيص المرض. تشمل التقنيات الشائعة الاستخدام تصوير المفاصل، اختبارات الدم ومسح العظام، التصوير المقطعي المحوسب، التصوير المقطعي المحسن للتباين داخل القراب، التصوير بالموجات فوق الصوتية دوبلر، اختبارات المرونة ونطاق الحركة، التصوير الشعاعي (الأشعة السينية) وقياس امتصاص الأشعة السينية، التصوير بالرنين المغناطيسي، اختبارات العضلات والفحوصات البدنية عن طريق الملاحظة والدراسات المعملية.
أثناء الخزعة، اعتمادًا على نوع وموقع الورم، سيفحص اختصاصي أمراض العظام عينة الأنسجة المأخوذة من المريض لتشخيص المرض. تشمل الخزعات الموجهة بالصور: الصور الشعاعية (الأشعة السينية) والتصوير المقطعي (الأشعة المقطعية). تقنيات التشخيص هذه هي تقنيات تصوير شائعة جدًا يمكنها الكشف عن العديد من الإصابات والكسور في العظام وكذلك الأورام. لا يوجد دليل قاطع على أن الكميات الصغيرة من الإشعاع من هذه التقنيات يمكن أن تسبب السرطان. يمكن استخدام تقنيات التصوير هذه لتشخيص سرطانات وأورام العظام، من أجل تحديد حجم الورم وموقعه. قد تكون الخزعة ضرورية لتأكيد وجود ورم عظمي. يتم إجراء الشفط بإبرة رفيعة، حيث يتم أخذ عينة من الأنسجة من منطقة الورم باستخدام إبرة رفيعة. يمكن بعد ذلك فحصها تحت المجهر وتحليلها من قبل أخصائي أمراض العظام. يعتبر عمر المريض وموقع الورم من الاعتبارات الهامة للغاية في تشخيص أورام العظام.

### علم أمراض العظام والحيوانات الأليفة
يمتد مجال علم أمراض العظام ليشمل الحيوانات الأليفة المنزلية، خاصة في القطط والكلاب، بسبب قابليتها للإصابة بأمراض العظام. بعض حالات العظام الشائعة في الحيوانات الأليفة هي مشاكل المفاصل، كسور في العظام، إصابات العضلات والعظام القديمة، تمزق الرباط، إصابة الرباط الصليبي الأمامي، خلع الرضفة والتهاب المفاصل.

#### التهاب المفاصل
يحدث التهاب المفاصل عند الحيوانات الأليفة والبشر، يحدث التهاب المفصل بسبب تدهور مواد التشحيم والأنسجة الرخوة المحيطة بالمفاصل الرئيسية مثل الوركين والركبتين والكتف والمرفقين.

##### الأشكال الشائعة لالتهاب المفاصل
هشاشة العظام: هذا هو النوع الأكثر شيوعًا من التهاب المفاصل وهو عبارة عن تسوس مستمر في الغضروف بسبب الاحتكاك داخل المفاصل من خلال الحركة.
التهاب المفاصل الإنتاني: يحدث التهاب المفاصل الإنتاني عن طريق العدوى أو ضعف الجهاز المناعي الموروث ويظهر في تراكم السوائل داخل المفاصل والتهاب الغضاريف.
التهاب المفاصل الروماتويدي: ينتج التهاب المفاصل عن مهاجمة الجهاز المناعي للجسم للمفصل، مما يتسبب في تلف الغضاريف والأنسجة.

##### تشخيص التهاب المفاصل
يتم إجراء اختبار جسدي لعلامات ما يلي:
- الخرق (طحن/ تشقق/ سحق المفاصل وما إلى ذلك)
- عظام خشنة / مشوهة
- عدم الراحة المرتبط بالانتفاخ أو الرقة أو ضمور العضلات (انخفاض حجم العضلات).

إذا لزم الأمر يمكن استخدام الاختبارات التالية: التصوير الشعاعي (الأشعة السينية) للحيوان تحت التخدير، يمكن استخدام عامل التباين الإشعاعي (صبغة التباين) في المفاصل قبل الخضوع للاختبار. شفط سائل المفصل، وهو الإزالة الجسدية للسوائل حول المفاصل لتأكيد التهاب المفاصل التنكسي أو الالتهابي.